# Docirava pudicata
Docirava pudicata är en fjärilsart som beskrevs av Achille Guenée 1858. Docirava pudicata ingår i släktet Docirava och familjen mätare. Inga underarter finns listade i Catalogue of Life.